# 화계사
화계사(華溪寺)는 서울 강북구 수유동 북한산 자락에 위치한 대한불교조계종 소속의 사찰이다. 조계사의 말사로 편성되어 있다.

## 역사
고려 광종 때 탄문이 현재의 화계사 인근에 보덕암을 창건하였다. 이후 조선 중종 통치기 1522년에 신월선사가 고려 때부터 있던 암자를 옮겨 건립하였고 화계사로 개명하였다. 광해군 10년(1618년)에 화재로 전소되었다가, 덕흥대원군(광해군의 할아버지) 가문의 도움으로 중수되었다.
흥선대원군과 밀접한 관련이 있어 그에 얽힌 전설이 전해 내려온다. 흥선군이 재야에 있을 때 화계사에서 아버지 남연군의 묘를 이장하라는 말을 듣고 그대로 행했으며, 이로 인해 아들이 왕위에 오르게 되었다는 이야기이다.

## 소장 문화재

### 국가 지정 문화재
- 보물 제11-2호 - 사인비구 제작 동종 - 서울화계사동종
- 보물 제1822호 - 서울 화계사 목조지장보살삼존상 및 시왕상 일괄

### 시도 지정 문화재
- 서울특별시 시도유형문화재 제65호 - 화계사 대웅전

## 같이 보기
- 북한산